# Famille de Juliers
La famille de Juliers est une famille féodale du Saint-Empire ayant régné sur le comté puis duché de Juliers de l'an 1003 à l'an 1543.
En 1543, à la mort de Marie de Juliers, la maison de La Marck hérite de ses domaines.

## Filiation
- Gérard Ier
  - Eberhard
    - Gérard II
      - Gérard III
        - Gérard IV
          - Guillaume Ier
            - Guillaume II
              - Adolphe Ier
              - Guillaume
                - Gérard VII
                  - Guillaume VIII
                    - Marie de Juliers-Berg et Jean III de Clèves
                      - Maison de La Marck

            - Eberhard II
              - Guillaume III
                - Guillaume IV
                  - Gérard V
                    - Guillaume V
                      - Gérard VI

                    - Walram de Juliers (évêque)

                  - Guillaume l'ancien
                    - Guillaume le jeune

## Héraldique
| - Armes au XVIe siècle - Blason des ducs de Berg - Blason de Juliers et de Gueldre - Armes au XIVe siècle |